# Фомина, Анна Тимофеевна
Анна Тимофеевна Фомина (3 сентября 1903, Подлесное, Хвалынский район — 11 октября 1990, Подлесное, Саратовская область) — передовик советского сельского хозяйства, звеньевая колхоза имени Сталинградского тракторного завода Хвалынского района Саратовской области, Герой Социалистического Труда (1950).

## Биография
Родилась в 1903 году в селе Подлесное, ныне Хвалынского района Саратовской области в русской семье крестьянина. С 1922 года, после замужества, стала трудиться в личном подсобном хозяйстве. В 1929 году была принята на работу рабочей Алексеевского совнархоза № 41. В 1937 году возвратилась в родное село и вступила в местный колхоз имени Сталинградского тракторного завода</ref>.
Вскоре Анна Тимофеевна возглавила звено полеводов. По итогам 1949 года её звено получило урожай семян люцерны 4,4 центнера с гектара на площади 5 гектаров.
За получение высокого урожая семян люцерны в 1949 году, Указом Президиума Верховного Совета СССР от 17 июня 1950 года Анне Тимофеевне Фоминой было присвоено звание Героя Социалистического Труда с вручением ордена Ленина и золотой медали «Серп и Молот».
В дальнейшем продолжала работать в сельском хозяйстве. Неоднократно принимала участие в Выставках достижений народного хозяйства. Избиралась депутатом Саратовского областного Совета депутатов, была делегатом XXII съезда КПСС, член Саратовского обкома Партии.
Проживала в селе Подлесное Хвалынского района Саратовской области. Умерла 11 октября 1990 года. Похоронена на сельском кладбище.

## Награды
За трудовые успехи удостоена:
- золотая звезда «Серп и Молот» (17.06.1950),
- орден Ленина (17.06.1950),
- другие медали.